# Шовін
Шовін (англ. Chauvin) — село в Канаді, у провінції Альберта, у складі муніципального району Вейнрайт № 61.

## Населення
За даними перепису 2016 року, село нараховувало 335 осіб, показавши зростання на 0,3%, порівняно з 2011-м роком. Середня густина населення становила 149,2 осіб/км².
З офіційних мов обидвома одночасно володіли 10 жителів, тільки англійською — 320. Усього 5 осіб вважали рідною мовою не одну з офіційних.
Працездатне населення становило 195 осіб (72,2% усього населення), рівень безробіття — 5,1% (8% серед чоловіків та 0% серед жінок). 84,6% осіб були найманими працівниками, а 17,9% — самозайнятими.
Середній дохід на особу становив $103 145 (медіана $39 808), при цьому для чоловіків — $130 162, а для жінок $69 049 (медіани — $61 568 та $24 384 відповідно).
38,9% мешканців мали закінчену шкільну освіту, не мали закінченої шкільної освіти — 25,9%, 35,2% мали післяшкільну освіту0.
| Статево-вікова структура населення | Статево-вікова структура населення | Статево-вікова структура населення | Статево-вікова структура населення | Статево-вікова структура населення |
| ---------------------------------- | ---------------------------------- | ---------------------------------- | ---------------------------------- | ---------------------------------- |
|                                    |                                    |                                    |                                    |                                    |
| Всього                             | Всього                             | 55,2%44,8%                         |                                    |                                    |
| 0 — 14 років                       | 0 — 14 років                       |                                    | 19,7%                              | 19,7%                              |
| 15 — 64 років                      | 15 — 64 років                      |                                    | 65,2%                              | 65,2%                              |
| 65 і більше                        | 65 і більше                        |                                    | 15,2%                              | 15,2%                              |
| 85 і більше                        | 85 і більше                        |                                    | 1,5%                               | 1,5%                               |
| Середній вік (років)               | Середній вік (років)               | 39,641,1                           | 40,2                               | 40,2                               |
| Медіана (років)                    | Медіана (років)                    | 40,641,5                           | 40,9                               | 40,9                               |
| — чоловіки — жінки                 |                                    |                                    |                                    |                                    |

| Походження мешканців:     | Походження мешканців:     | Походження мешканців: | Походження мешканців: | Походження мешканців: |
| ------------------------- | ------------------------- | --------------------- | --------------------- | --------------------- |
| Походження                |                           |                       | осіб                  | %                     |
| Корінні американці        | Корінні американці        |                       | 15                    | 4.48%                 |
| Інше північноамериканське | Інше північноамериканське |                       | 95                    | 28.36%                |
| Європейське               | Європейське               |                       | 250                   | 74.63%                |
| британське                | британське                |                       | 160                   | 47.76%                |
| французьке                | французьке                |                       | 50                    | 14.93%                |
| українське                | українське                |                       | 60                    | 17.91%                |

| Зайнятість населення за галузями (за класифікацією NOC): | Зайнятість населення за галузями (за класифікацією NOC): | Зайнятість населення за галузями (за класифікацією NOC): | Зайнятість населення за галузями (за класифікацією NOC): | Зайнятість населення за галузями (за класифікацією NOC): |
| -------------------------------------------------------- | -------------------------------------------------------- | -------------------------------------------------------- | -------------------------------------------------------- | -------------------------------------------------------- |
|                                                          |                                                          |                                                          |                                                          |                                                          |
| Управління                                               | Управління                                               |                                                          | 10%                                                      | 10%                                                      |
| Бізнес, фінанси та адміністрування                       | Бізнес, фінанси та адміністрування                       |                                                          | 7,5%                                                     | 7,5%                                                     |
| Природничі та прикладні науки                            | Природничі та прикладні науки                            |                                                          | 5%                                                       | 5%                                                       |
| Охорона здоров'я                                         | Охорона здоров'я                                         |                                                          | 10%                                                      | 10%                                                      |
| Освіта, правозахист, муніципальні та урядові служби      | Освіта, правозахист, муніципальні та урядові служби      |                                                          | 10%                                                      | 10%                                                      |
| Роздрібна торгівля та послуги                            | Роздрібна торгівля та послуги                            |                                                          | 10%                                                      | 10%                                                      |
| Гуртова торгівля, транспорт та обладнання                | Гуртова торгівля, транспорт та обладнання                |                                                          | 27,5%                                                    | 27,5%                                                    |
| Природні ресурси, сільське господарство                  | Природні ресурси, сільське господарство                  |                                                          | 10%                                                      | 10%                                                      |
| Виробництво                                              | Виробництво                                              |                                                          | 12,5%                                                    | 12,5%                                                    |

## Клімат
Середня річна температура становить 2,3°C, середня максимальна – 22,2°C, а середня мінімальна – -22,6°C. Середня річна кількість опадів – 405 мм.
| Клімат поселення                              | Клімат поселення | Клімат поселення | Клімат поселення | Клімат поселення | Клімат поселення | Клімат поселення | Клімат поселення | Клімат поселення | Клімат поселення | Клімат поселення | Клімат поселення | Клімат поселення | Клімат поселення |
| Показник                                      | Січ.             | Лют.             | Бер.             | Квіт.            | Трав.            | Черв.            | Лип.             | Серп.            | Вер.             | Жовт.            | Лист.            | Груд.            |                  |
| Середній максимум, °C                         | −8,8             | −5,58            | 1,39             | 10,82            | 17,75            | 22,18            | 22,00            | 21,32            | 15,65            | 9,47             | −0,66            | −8,67            |                  |
| Середня температура, °C                       | −15,69           | −12,47           | −5,48            | 3,94             | 10,86            | 15,31            | 17,33            | 16,65            | 10,98            | 4,79             | −5,33            | −13,35           |                  |
| Середній мінімум, °C                          | −22,57           | −19,36           | −12,38           | −2,94            | 3,98             | 8,42             | 12,67            | 11,98            | 6,33             | 0,14             | −10              | −18,02           |                  |
| Норма опадів, мм                              | 19               | 14               | 18               | 24               | 38               | 72               | 74               | 55               | 36               | 18               | 18               | 19               |                  |
| Середньомісячна швидкість вітру, м/с          | 4.30             | 4.30             | 4.30             | 4.60             | 4.40             | 4.10             | 3.60             | 3.60             | 3.90             | 4.20             | 4.30             | 4.28             |                  |
| Середньомісячна сонячна радіація, кДж/м²·день | 3863             | 7584             | 12591            | 17627            | 21054            | 22406            | 22738            | 18933            | 12992            | 7913             | 4121             | 2873             |                  |
| --------------------------------------------- | ---------------- | ---------------- | ---------------- | ---------------- | ---------------- | ---------------- | ---------------- | ---------------- | ---------------- | ---------------- | ---------------- | ---------------- | ---------------- |
| Джерело:                                      |                  |                  |                  |                  |                  |                  |                  |                  |                  |                  |                  |                  |                  |